# Vabboahuraa
Vabboahuraa est une petite île inhabitée des Maldives. Elle est reliée par une jetée à Kudahuraa, et son Four Seasons Resort, inauguré en 1977 et restauré en 1996.

## Géographie
Vabboahuraa est située dans le centre des Maldives, dans le Sud-Est de l'atoll Malé Nord, dans la subdivision de Kaafu. 